# Bullet Bill
Bullet Bill is een personage uit het videospel Mario. Hij wordt afgebeeld als een kanonschot dat wordt afgevuurd door een Bill Blaster. Er zijn drie varianten: Bullet Bill, Missile Bill en Banzai Bill.

## Varianten

### Bullet Bill
Bullet Bill is een vijand van Mario die hem vaak achterna zit. Bovendien zit hij iedereen die hij tegenkomt achterna. Hij is na zijn debuut in Super Mario Bros. nog vaak voorgekomen. Er is vaak rook als hij wordt afgevuurd. Bullet Bill wordt ook vaak als een item gebruikt, zoals in Mario Kart DS en Mario Kart Wii. Ook in Mario Super Sluggers verschijnt Bullet Bill.

### Missile Bill
Missile Bill is een donkerrode Bullet Bill die Mario stalkt als hij bij hem in de buurt komt. Verder is zijn karakter hetzelfde als van een normale Bullet Bill. Er bestaat ook een Missile Banzai Bill. Missile Bills zijn vijanden van Mario. Ze traden voor het eerst op in Super Mario Bros. 3, en waren daarna nog te zien in Super Mario Sunshine en New Super Mario Bros. Wii. In Super Mario Sunshine worden ze afgevuurd door een kanon in bezit van Monty Mole.

### Banzai Bill
Banzai Bill wordt beschouwd als de "grote broer" van Bullet Bill. Banzai Bill is ook een Bullet Bill, maar hij is groter, sterker en heeft een mond met scherpe tanden erin. Banzai Bill is een vijand van Mario. Hij maakte zijn debuut in Super Mario World, en kwam daarna voor in: Super Princess Peach, New Super Mario Bros., Super Mario Galaxy, New Super Mario Bros. Wii en Super Mario Galaxy 2.